# Serra de la Font de l'Aubà
La Serra de la Font de l'Aubà és una serra situada al municipi de Gandesa a la comarca de la Terra Alta, amb una elevació màxima de 465 metres.